# Глизе 176
Глизе 176 (лат. Gliese 176) — звезда в созвездии Тельца. Находится на расстоянии около 31 светового года (9,42 пк) от Солнца. Вокруг звезды обращается, как минимум, одна планета.

## Характеристики
Звезда представляет собой красный карлик с массой, равной 0,50 солнечной. Это очень тусклая звезда, её светимость составляет всего лишь 0,022 солнечной светимости.

## Планетная система
В 2008 году группой астрономов, работающих с телескопом Хобби-Эберли, а также работающих в рамках программы HARPS, было объявлено об открытии планеты Глизе 176 b в данной системе. Основываясь на 28 измерениях лучевых скоростей родительской звезды, исследователи пришли к выводу, что планета имеет массу, приблизительно равную массе Нептуна. Она обращается на расстоянии 0,066 а.е. от родительской звезды и совершает полный оборот за почти 8,78 суток.

## Ближайшее окружение звезды
Следующие звёздные системы находятся на расстоянии в пределах 10 световых лет от системы Глизе 176:
| Звезда      | Спектральный класс | Расстояние, св. лет |
| GJ 3275     | M4,5 Ve            | 3,1                 |
| GJ 3304     | M V                | 5,5                 |
| Вольф 227   | M4,5 V             | 6,9                 |
| HD 28343    | K7 V               | 7,2                 |
| π³ Ориона   | F6 V / ?           | 7,5                 |
| GJ 3270     | M4 Ve              | 7,9                 |
| Росс 41     | M3,5-5 V           | 7,8                 |
| V780 Тельца | M V                | 8,4                 |
| χ¹ Ориона   | G0 Ve / M V?       | 9,9                 |